# 펑더화이
펑더화이(중국어 간체자: 彭德怀, 정체자: 彭德懷, 병음: Péng Déhuái, 한자음: 팽덕회, 1898년 10월 24일 ~ 1974년 11월 29일)는 중화인민공화국의 군인, 정치인이다. 중국 10대 원수 중의 한 사람이다.

## 생애
후난성 출신으로, 어려서 양친을 잃고 9세때부터 노동에 종사하여 어린시절을 광부, 막노동으로 전전하였다. 1916년 탕성즈 군벌의 사병으로 들어갔다가, 이후 후난군관강무당(군사학교)에 입학하여, 국민당군의 장교가 되었다. 이후 국민당의 북벌에 참가하고, 1928년 2월 중국공산당에 가입했다. 국공합작 결렬이후, 휘하 부대를 이끌고 후난 성 핑장에서 궐기하였다가 나중에 마오쩌둥과 주더의 해방구에 합류했다.
이후 홍군을 지휘하였고 장정 참가 뒤 옌안으로 이동하였다.
제2차 국공합작이 결성되자 팔로군으로 항일전에 나서, 1940년 화북지역에서 100여개의 연대를 동원한 "백단대전"을 지휘했다. 이때 일본군을 물리치는 데 공을 세웠고 팔로군도 적잖은 피해를 입었다.
일본의 항복 이후, 국공내전 시는 서북인민해방군(후에 제1야전군)을 맡아 1948년에는 국민당군에 함락되었던 옌안을 찾아, 이후 계속 서진하여 서부의 국민당군에 맞섰다.

## 한국전쟁
1950년 조선민주주의인민공화국 침공으로 시작된 한국전쟁에서, 9월 15일 유엔군이 참전해 인천 상륙 작전으로 반격에 나서 10월 1일 38선을 넘을 때, 조선민주주의인민공화국과 소련의 지원요청 하에, 마오쩌둥은 한반도 출병을 결정하였다. 이때, 린뱌오는 병으로 중국인민지원군의 사령관을 못 맡게 되자, 10월 8일 펑더화이가 마오쩌둥의 명령을 받고 사령관에 임명되어 참전하였다. 그뒤, 중국인민지원군은 유엔군에 대한 군사행동에 나서 청천강 이남으로 유엔군을 후퇴시켰다. 유엔군의 정면 공습 진공을 피했다가 역습에 나서는 군사전략으로 작전이 성공을 계속하자, 마오쩌둥은 지원군의 피해상황과 물자빈곤을 알리며 전쟁을 계속하기 어렵다는 펑더화이의 보고에도 받아들이지 않고, 한반도 남부까지 진격하도록 명령하였다. 전선은 반격에 나선 연합군에 의해 38선 근처에서 교착되었다. 전쟁 과정에서 펑더화이의 사령부에서 러시아어 통역과 행정일을 담당하던 마오쩌둥의 장남 마오안잉(毛岸英)이 1950년 11월 25일에 미군의 공습을 받고 숨졌다. 1953년 7월 27일 지난했던 한국전쟁 휴전협정 조인식에 공산군 대표 중 한 명으로 참석해 휴전협정서에 조인하고 전쟁을 끝낸다. 1954년 국무원 부총리겸 국방부장을 맡았다.

## 루산 회의
1955년에 군에 계급제도가 도입되자 중화인민공화국 원수 계급을 부여받았다. 마오쩌둥이 의욕적으로 추진하던 대약진운동이 대실패로 끝나자, 펑더화이는 1959년 7월부터 8월까지 대략 두달에 걸쳐 열린 루산 회의에서 그의 운명이 결정되었다. 이 회의를 앞두고 고향 후난성의 농촌 시찰을 실시한 펑더화이는 대약진 운동과 인민공사화에 의한 경제 피폐를 목격하고, 회의 기간중에 마오쩌둥에게 서신 형식으로 이 정책의 문제점을 전달하고 정책 전환을 요구했다. 이 서신에서는 마오쩌둥의 지도권을 존중하는 것을 명시하고 있었지만, 마오쩌둥은 이것을 자신에 대한 도전으로 받아 들였다. 마오쩌둥은 이 자료를 비판을 추가하여 회의 참가자에게 토론 의제로 채택하게 했으며, 이러한 마오의 배반적인 행동에 펑더화이도 회의 석상에서 반박했지만, 결국 펑더화이는 국방부장과 중앙군사위원회 부주석의 지위에서 해임된다. 이 해임은 후임 국방부장이 된 린뱌오의 지위를 높여 문화대혁명의 단서가 되었다.

## 최후
1966년 문화대혁명이 시작되자, 마오쩌둥에게 반기를 들었던 펑은 마오쩌둥을 종교적으로 숭배하는 홍위병의 공격대상이 되어 박해를 받았고, 폭행과 조리돌림을 당하기도 했다. 1974년 암으로 베이징에서 사망하였다.
1978년 마오쩌둥 사후, 중국 공산당 제11차 중앙군사위원회에서 그의 사건이 재조사되어 사면이 이루어졌고, 덩샤오핑에 의해 모든 명예가 회복되었다.

## 기타
- 6.25 전쟁에서 패배한 일로 김일성에게 따귀를 때렸다.

## 같이 보기
- 루산 회의